# قرار مجلس الأمن التابع للأمم المتحدة رقم 490
اعتمد قرار مجلس الأمن التابع للأمم المتحدة رقم 490 بالإجماع في 21 يوليو 1981، بعد أن أحاط علمًا بتقرير الأمين العام. ودعا المجلس إلى وقف فوري للهجمات التي تشنها إسرائيل على لبنان.
ومضى المجلس إلى مطالبة إسرائيل باحترام السلامة الإقليمية للبنان، وطلب إلى الأمين العام أن يقدم تقريرًا عن الحالة في غضون 48 ساعة.